# Gliederung der Schweizer Armee
Dieser Artikel stellt die aktuelle Grundgliederung der Schweizer Armee dar. Im Falle eines Einsatzes der Armee gelangt eine auf den Auftrag zugeschnittene Einsatzgliederung zur Anwendung. Gegebenenfalls wählt die Bundesversammlung einen General als Oberbefehlshaber der Armee.
Die bei den höheren Kommando- und Stabsstellen angegebene Anzahl Sterne zeigt den Grad des Kommandanten bzw. Stabschefs an:  für Korpskommandanten (KKdt),  für Divisionäre (Div) und  für Brigadiers (Br).

## Armeeführung (Gruppe Verteidigung)
- Chef der Armee, KKdt Thomas Süssli

- Armeestab (A Stab): Div Daniel Keller 

- Unternehmensentwicklung Verteidigung/Militärdoktrin
- Armeeplanung Br Peter Bruns 
- Internationale Beziehungen Verteidigung Div Germaine Seewer 
- Personal V
- Finanzen V
- Immobilien V
- Militärischer Vertreter NATO/EU
- Verteidigungsattaché Washington Div Marco Schmidlin 
- Verteidigungsattaché Paris Peter Wanner 

- Kommando Ausbildung / Stellvertreter Chef der Armee: KKdt Hans-Peter Walser 

- Stabschef Kommando Ausbildung Br René Baumann 
- Lehrverband Infanterie Br Peter Baumgartner 
- Lehrverband Panzer / Artillerie Br Yves Gächter 
- Lehrverband Genie / Rettung / ABC / Br Niels Blatter 
- Lehrverband Logistik Br Silvano Barilli 
- Lehrverband Führungsunterstützung Br Thomas Frey 
- Höhere Kaderausbildung der Armee / Stv. Chef Kommando Ausbildung Div René Wellinger 
- Zentralschule Br Hans Schatzmann 
- Generalstabsschule Br Gregor Metzler 
- Militärakademie an der ETH Zürich (MILAK) Br Hugo Roux 
- Berufsunteroffiziersschule der Armee (BUSA) Oberst i Gst Reto Albert
- Operative Schulung Div Alain Vuitel 
- Personelles der Armee (FGG 1) Br Rihs Markus 
- Ausbildungszentrum der Armee
- Fachstelle Frauen in der Armee und Diversity Frau Mahide Aslan

- Kommando Operationen: KKdt Laurent Michaud 

- Stv. Chef Kommando Operationen Div Stephan Christen 
- Stabschef Kommando Operationen Br Christian Arioli 
- Kdt Heer Div Benedikt Roos 
- Kdt Luftwaffe Div Peter Merz 
- Territorialdivision 1 Div Raynald Droz 
- Territorialdivision 2 Div Alexander Kohli 
- Territorialdivision 3 Div Maurizio Dattrino 
- Territorialdivision 4 Div Willy Brülisauer 
- Kompetenzzentrum SWISSINT Oberst i Gst Christoph Fehr
- Kommando Spezialkräfte Oberst i Gst Daniel Stoll
- Militärischer Nachrichtendienst Br Daniel Krauer 
- Militärische Sicherheit Br Christian Sieber 

- Logistikbasis der Armee (LBA) Div Rolf André Siegenthaler 
- Kommando Cyber Div Simon Müller 

(Quelle:)

## Heer

Badge

- Kommandant Heer, Div Benedikt Roos

- Mechanisierte Brigade 1 Br Serge Pignat 

- Mech Br Stabsbataillon 1
- Aufklärungsbataillon 1
- Panzerbataillon 12
- Mechanisiertes Bataillon 17
- Mechanisiertes Bataillon 18
- Artillerieabteilung 1
- Panzersappeurbataillon 1

- Mechanisierte Brigade 4 Br Romeo Fritz 

- Mech Br Stabsbataillon 4
- Aufklärungsbataillon 4
- Aufklärungsbataillon 5
- Artillerieabteilung 10
- Artillerieabteilung 49
- Pontonierbataillon 26

- Mechanisierte Brigade 11 Br Christoph Roduner 

- Mech Br Stabsbataillon 11
- Aufklärungsbataillon 11
- Panzerbataillon 13
- Mechanisiertes Bataillon 14
- Mechanisiertes Bataillon 29
- Artillerieabteilung 16
- Panzersappeurbataillon 11

(Quelle:)

## Territorialdivision 1

Badge

Kommandant Div Raynald Droz 
- Kommandant Stv. / Kommandant Patrouille des Glaciers 
- Koordinationsstelle 1
- Ingenieursstab 1
- Kantonale Territorial Verbindungsstäbe (Bern, Freiburg, Jura, Neuenburg, Waadt, Genf und Wallis)
- Territorialdivision Stabsbataillon 1
- Infanteriebataillon 13
- Infanteriebataillon 19
- Schützenbataillon 1
- Schützenbataillon 14
- Gebirgsinfanteriebataillon 7
- Geniebataillon 2
- Rettungsbataillon 1

(Quelle:)

## Territorialdivision 2

Badge

Kommandant Div Alexander Kohli 
- Kommandant Stv. Brigadier Oliver Müller 
- Koordinationsstelle 2
- Ingenieursstab 2
- Kantonale Territorial Verbindungsstäbe (Luzern, Obwalden, Nidwalden, Solothurn, Basel-Stadt, Basel-Landschaft, Aargau)
- Stab Territorialdivision 2
- Territorialdivision Stabsbataillon 2
- Infanteriebataillon 11
- Infanteriebataillon 20
- Infanteriebataillon 56
- Infanteriebataillon 97
- Geniebataillon 6
- Rettungsbataillon 2

(Quelle:)

## Territorialdivision 3

Badge

Kommandant Div Maurizio Dattrino 
- Kommandant Stv. Brigadier Eric Steinhauser 
- Koordinationsstelle 3
- Territorialdivision Stabsbataillon 3
- Gebirgsinfanteriebataillon 29
- Gebirgsinfanteriebataillon 30
- Gebirgsinfanteriebataillon 48
- Gebirgsinfanteriebataillon 91
- Geniebataillon 9
- Rettungsbataillon 3

(Quelle:)

## Territorialdivision 4

Badge

Kommandant Div Willy Brülisauer 
- Kommandant Stv. Brigadier Marco Knechtle 
- Koordinationsstelle 4
- Territorialdivision Stabsbataillon 4
- Infanteriebataillon 61
- Infanteriebataillon 65
- Gebirgsinfanteriebataillon 85
- Gebirgsschützenbataillon 6
- Geniebataillon 23
- Rettungsbataillon 4

(Quelle:)

## Luftwaffe

Badge

- Kommandant Luftwaffe, Div Peter Merz

- Kommandant Stellvertreter Luftwaffe, Br Christian Oppliger 
- Luftwaffenstab, Oberst i Gst Pierre-Yves Eberlé
- Luftwaffenausbildungs- und -trainingsbrigade
- Operationszentrale
- Fliegerärztliches Institut
- Fliegerbrigade 31, Oberst i Gst W. Tarnutzer
  - Fliegerschule 81
  - Luftwaffen Trainingskommando 82
  - Luftwaffen Offiziersschule
  - Pilotenschule Luftwaffe 85
  - Luftwaffen Nachrichten Abteilung 1
  - Luftwaffen Nachrichten Abteilung 2
  - Mobile Luftwaffen Radar Abteilung 2

- Bodengestützte Luftverteidigungsbrigade 33, Br Peter Soller 
  - BODLUV Schule 33
  - Groupe d'engins guidés légers de défense contre avions 1
  - Leichte Fliegerabwehr Lenkwaffen Abteilung 5
  - Leichte Fliegerabwehr Lenkwaffen Abteilung 7
  - Mobile Fliegerabwehr Abteilung 32
  - Mobile Fliegerabwehr Abteilung 34
  - Mobile Fliegerabwehr Abteilung 45

- Flugplatzkommando Alpnach/Dübendorf

- Lufttransportgeschwader 2 (Super Puma, Cougar, EC635)

- Lufttransport Staffel 6
- Lufttransport Staffel 8

- Flugplatz Dübendorf
  - Lufttransportgeschwader 3
    - Lufttransport Staffel 3
    - Lufttransport Staffel 4

- Flugplatzkommando Emmen
  - Drohnenkommando 84
  - Fliegerstaffel 19

- Flugplatzkommando Locarno
- Flugplatzkommando Meiringen/Bern
  - Fliegergeschwader 13
    - Fliegerstaffel 11

- Flugplatzkommando Payerne
  - Fliegergeschwader 11
    - Fliegerstaffel 6
    - Fliegerstaffel 17

  - Fliegergeschwader 14
    - Fliegerstaffel 18

  - Lufttransportgeschwader 1
    - Lufttransport Staffel 1
    - Lufttransport Staffel 5

- Aussenstandort Sion

(Quellen:)

## Logistikbasis der Armee (LBA)
- Chef Logistikbasis der Armee, Div Rolf André Siegenthaler

- Logistikführung Oberst i Gst Frieder Fallscheer
- Logistikbrigade 1 Br Meinrad Keller 
- Supportleistungen
- Armeelogistikzentrum Hinwil
- Armeelogistikzentrum Monteceneri
- Armeelogistikzentrum Othmarsingen
- Armeelogistikzentrum Thun
- Armeelogistikzentrum Grolley

(Quelle:)

## Kommando Cyber
- Chef Kommando Cyber, Div Simon Müller

- Unternehmensentwicklung und Ressourcen, Stellvertreter Chef FUB
- Einsatz und Krisenmanagement, Stabschef Chef FUB
- Cyber Security
- Kundenservices
- Erneuerung
- Betrieb
- Zentrum Elektronische Operationen
- Führungsunterstützungsbrigade 41/SKS Br Martino Ghilardi 

(Quelle:)